# Ноґі

36°13′59″ пн. ш. 139°44′27″ сх. д. / 36.23306° пн. ш. 139.74083° сх. д.
Но́ґі (яп. 野木町, のぎまち, МФА: [nogʲi mat͡ɕi̥]) — містечко в Японії, в повіті Сімо-Цуґа префектури Тотіґі. Станом на 1 жовтня 2008 площа містечка становила 30,25 км². Станом на 1 січня 2009 населення містечка становило 25 664 осіб.